# Hành Thiện
Hành Thiện là một xã thuộc huyện Nghĩa Hành, tỉnh Quảng Ngãi, Việt Nam.